# Feiz ha Breiz
Feiz ha Breiz (bretó Fe i Bretanya) és una revista bretona d'orientació catòlica que ha aparegut de 1865 a 1884, de 1899 a 1944, i des de 1945. Fou el primer setmanari escrit exclusivament en bretó.

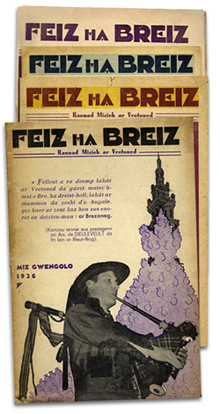
Exemplars de Feiz ha Breiz

## Primera etapa (1865-1884)

### Origen
El primer número de Feiz ha Breiz va aparèixer en 1865. Aparegué com a setmanari fundat per Léopold-René Leséleuc de Kerouara, vicari i futur bisbe d'Autun qui el 1865 va persuadir al bisbe de Quimper René-Nicolas Sergent, de fundar una revista en bretó dirigida tant als sacerdots com als feligresos. També li encarregà el nomenament com a director a l'abat Goulven Morvan, sacerdot de Tréhou originari de La Forest-Landerneau i autor de nombroses obres d'inspiració religiosa mentre que l'edició anava a càrrec d'Arsène de Kerangal, impressor del bisbat. En 1875, Goulven Morvan va dimitir i Feiz ha Breiz deixà d'editar-se durant sis mesos. El canonge Gabriel Morvan va prendre la direcció de la publicació en 1876, i després l'abat Nédélec fins a 1883. Del 1883 al 1884 fou dirigida per Gabriel Milin, escriptor laic en bretó, amb el suport del militar i lexicògraf Amable-Emmanuel Troude, deixeble de Le Gonidec. Del 1884 al 1899 s'interrompí l'edició.

### El setmanari
Atès que l'àrea de difusió era Bro Leon, Feiz ha Breiz era redactada en leonès i comptava amb 2.000 abonats des del seu llançament. El setmanari contenia tant informació religiosa com les vides dels sants de la setmana com articles més generalistes (notícies regionals, consells mèdics, dates de fires, els preus dels productes de la terra, de les viandes, etc.

## Segona versió (1900-1944)

### Origen
Feiz ha Breiz fou rellançada en gener de 1900 en forma de bimestral que gradualment esdevingué òrgan oficial de l'associació catòlica bretona Bleun Brug. En 1907 Feiz ha Breiz esdevé mensual i la seva direcció és confinada a l'abat François Cardinal. En 1911 l'abat Yann-Vari Perrot, redactor de Feiz ha Breiz des de 1902 en pren la direcció fins a la seva mort en 1943. En 1921, el mensual va absorbir dues revistes tregoreses i pren el nom de Feiz ha Breiz, Arvorig ha Kroaz ar Vretoned fins a desembre de 1926. En octubre de 1933 va editar una revista per al jovent amb el nom de Feiz ha Breiz ar Vugale. El darrer número aparegué en abril de 1944 sota la direcció de l'abat L. Bleunven, rector de Ploudalmézeau. Hi col·laborarien escriptors coneguts com a Loeiz Ar Floc'h, Anatole Le Braz i Marianne Abgrall.

### El mensual
Escrita totalment en bretó, Feiz ha Breiz tenia com a zona de difusió els bisbats de Quimper i Léon (Cornualla (Bretanya) i Léon) i a la part bretonòfona dels bisbats de Saint-Brieuc et Tréguier (Bro Dreger).. La revista abordava tota una varietat de temes: articles religiosos per descomptat, però també assessorament als agricultors, consells mèdics, articles de propaganda antialcohòlica, poemes, etc. Va assolir un tiratge de 7.000 exemplars en 1912 i 10.000 exemplars en 1924. Es va fer una edició en francès per a l'Alta Bretanya amb el títol de Foi et Bretagne, òrgan del Bleun Brug de l'Alta Bretanya. Va aparèixer durant cinc anys fins al 1928.

## Les revistesBleun-BrugiBarr-Heol
Un cop acabada la guerra el 1945, se li va permetre reaparèixer amb el títol Kroaz Vreiz, anomenada Bleun Brug el 1951. El 1956 Bleun Brug es va escindir en dos sectors, regionalistes i nacionalistes, que dirigiren cadascú dues revistes: 
- Barr-Heol war Feiz ha Breizh, revista d'inspiració nacionalista creada per l'abat Marsel Klerg. Deixà d'aparèixer en 1977.
- Bleun-Brug - Feiz ha Breiz, revista bilingüe d'inspiració régionalista dirigida pel caninge François Mevellec. Deixà d'aparèixer en 1983.